# Großer Sand

Panorama Großer Sand

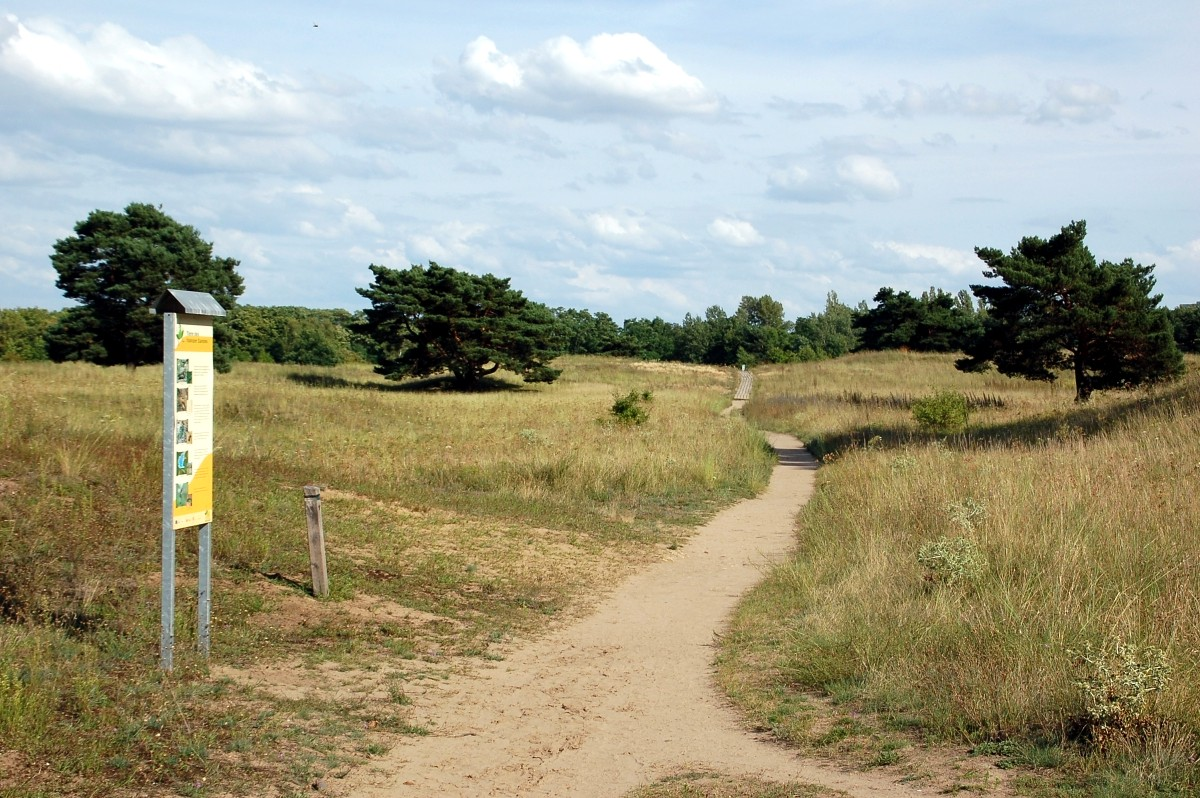
Fußweg durch den Großen Sand

Der Große Sand ist ein kleines, aber geoökologisch und botanisch überregional bedeutsames Naturschutzgebiet in Mainz. In dem Naturschutzgebiet Großer Sand finden sich viele seltene Pflanzen und Tiere. Manche hier heimische Pflanzen wie beispielsweise die Sand-Lotwurz (Onosma arenaria) kommen innerhalb Deutschlands nur noch hier in wenigen Exemplaren vor.
Das Binnendünengebiet entstand nach der letzten Eiszeit (Würmglazial) und der ersten Wiederbesiedlung durch Steppenpflanzen vor ca. 12.000 Jahren. Auf dem leicht erwärmbaren, trockenen und nährstoffarmen Sandboden des Mainzer Beckens wachsen als Reliktflora aus dieser Zeit bevorzugt Steppenpflanzen, die ansonsten nur in südosteuropäischen und innerasiatischen Steppengebieten oder im Mittelmeerraum vorzufinden sind. Das eigentliche Gelände des Naturschutzgebiets ist mit 127 ha relativ klein.
Der Große Sand liegt zwischen den Mainzer Stadtteilen Gonsenheim und Mombach und erstreckt sich bis an die in Mombach beginnenden Rheinauen. Direkt angrenzend liegt der circa 700 ha große Lennebergwald, das größte zusammenhängende Waldgebiet in Rheinhessen. Der Lennebergwald steht ebenfalls unter Naturschutz und weist teilweise die gleiche Flora und Fauna auf.

## Die Entstehung des Großen Sandes
Im späten Pleistozän wurde im Gebiet des heutigen Großen Sandes in den kurzen Sommerphasen aus den naheliegenden Flussauen des Rheins heller Flugsand zu großen Dünen angeweht. Der Wind kam aus westlichen Richtungen und wurde durch das tiefe Rheintal, das an der Plateaukante beginnt, kanalisiert. Flugsande wurden bereits vor über 13 000 Jahren abgelagert, was die bekannten Tuffvorkommen zeigen. Der Boden bestand dadurch fast ausschließlich aus kalkreichem, feinweißem Sand, der nur wenig Wasser und Nährstoffe speichern konnte, aber gut erwärmbar war. 
Gegen Ende der Eiszeit um spätestens 10.000 v. Chr. zogen sich die Eismassen nach Norden zurück. Es entstand in direkter Nachfolge eine baumlose Kältesteppe. Mit zunehmender Erwärmung in Mitteleuropa entwickelte sich durch Einwanderung von Pflanzen aus südlicheren Räumen eine Steppenvegetation. Auch ein leichter Kieferbewuchs dürfte anzunehmen sein. In Mitteldeutschland reichte dieses Binnendünengebiet mit seiner typischen Sandflora ursprünglich von Ingelheim über Mainz/Frankfurt bis weiter südlich nach Heidelberg. Jedoch hat eine anschließende Wiederbewaldung des Gebietes im Zuge der weiteren Erwärmung die Flächen mit Steppenvegetation immer weiter zerschnitten, sodass die Steppen-Arten heute nur noch als Reliktflora (sog. Xerothermrelikte) vorhanden sind. Diese Standorte beschränken sich auf die wenigen von Natur aus waldfreien Flächen ohne Beschattung. Auch die schattenempfindliche Kiefer wurde verdrängt: sie konnte sich nur auf nährstoffarmen Sandstandorten halten.
Dies führt zu der heutigen Vegetation: die Steppenpflanzen im Großen Sand und der Kiefern- und Eichenwald im Lennebergwald. Für den sonst in Deutschland häufigen Rotbuchenwald ist das Klima zu trocken und der Boden zu nährstoffarm.
Unterstützt wurde dies noch durch die Bewirtschaftung der Flächen durch die Menschen: bei der Waldweide fraßen Schafe und Ziegen bevorzugt Laubbäume, auch als Feuerholz wurde Laubholz bevorzugt.

## Der Große Sand in der Gegenwart

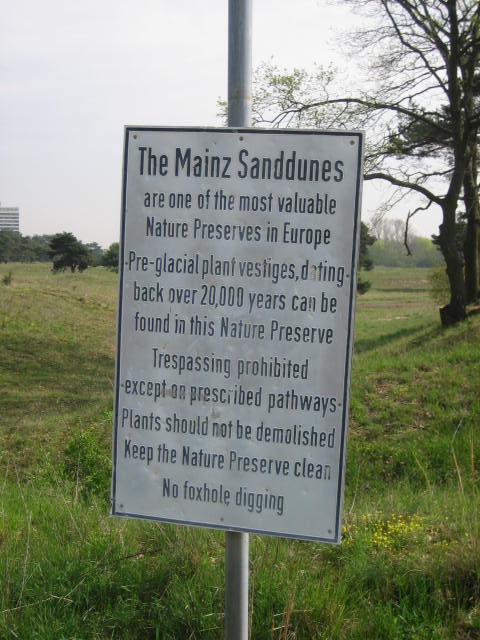
Hinweisschild auf Englisch

Seit dem Jahr 1798 bis heute wird das Gelände auch militärisch genutzt. Zuerst durch französische Truppen während der Ersten Französischen Republik (1799–1804) und des Ersten Französischen Kaiserreichs (1804–1814), später durch preußische und österreichische Truppen der Bundesfestung Mainz. Bäume oder größere Büsche wurden immer wieder entfernt, um für die Artillerie freies Schussfeld zu erhalten.
Die militärische Nutzung als Gewehr- und Artillerieübungsplatz durch die Truppen der Bundesfestung Mainz verhinderte eine natürliche Ausweitung des benachbarten Lennebergwaldes, da das Gelände immer wieder baumfrei gehalten wurde. Später nutzten auch die Wehrmacht und nach dem Zweiten Weltkrieg auch französische und amerikanische Truppen den Sand als Übungsplatz. Auch heute noch sind Teile des Mainzer Sandes Übungsgelände der US-Truppen (Trainings Area Mainz-Gonsenheim (USAG Wiesbaden)) im Rahmen des NATO-Truppenstatuts.
Im Rahmen der Entfestigung als Folge des Vertrags von Versailles wurden größere Teile des Sandes zur Anlage von Obstplantagen umgewidmet. 1933 begann man auch mit der Bebauung von Randgebieten des Mainzer Sandes. 1939 wurde dann ein 33 ha großer Teil des Sandgebietes als Naturschutzgebiet ausgewiesen. Ein entscheidender Einschnitt war der Bau der Bundesautobahn 643 1966, die den Sand in zwei große Teile zerschnitt. Östlich der Autobahn befindet sich das ursprüngliche Naturschutzgebiet. 1994 erfolgte die Erweiterung des Naturschutzgebietes um 94 ha. Die hinzukommenden Gebiete sind das Mombacher Oberfeld und die noch militärisch genutzten Gebiete. Im Rahmen des weiteren Ausbaus der A 643 wies der ehemalige Bundesverkehrsminister Peter Ramsauer im August 2013 eine Planung für den Ausbau auf 6 + 2 Spuren an.

## Die Flora des Großen Sandes

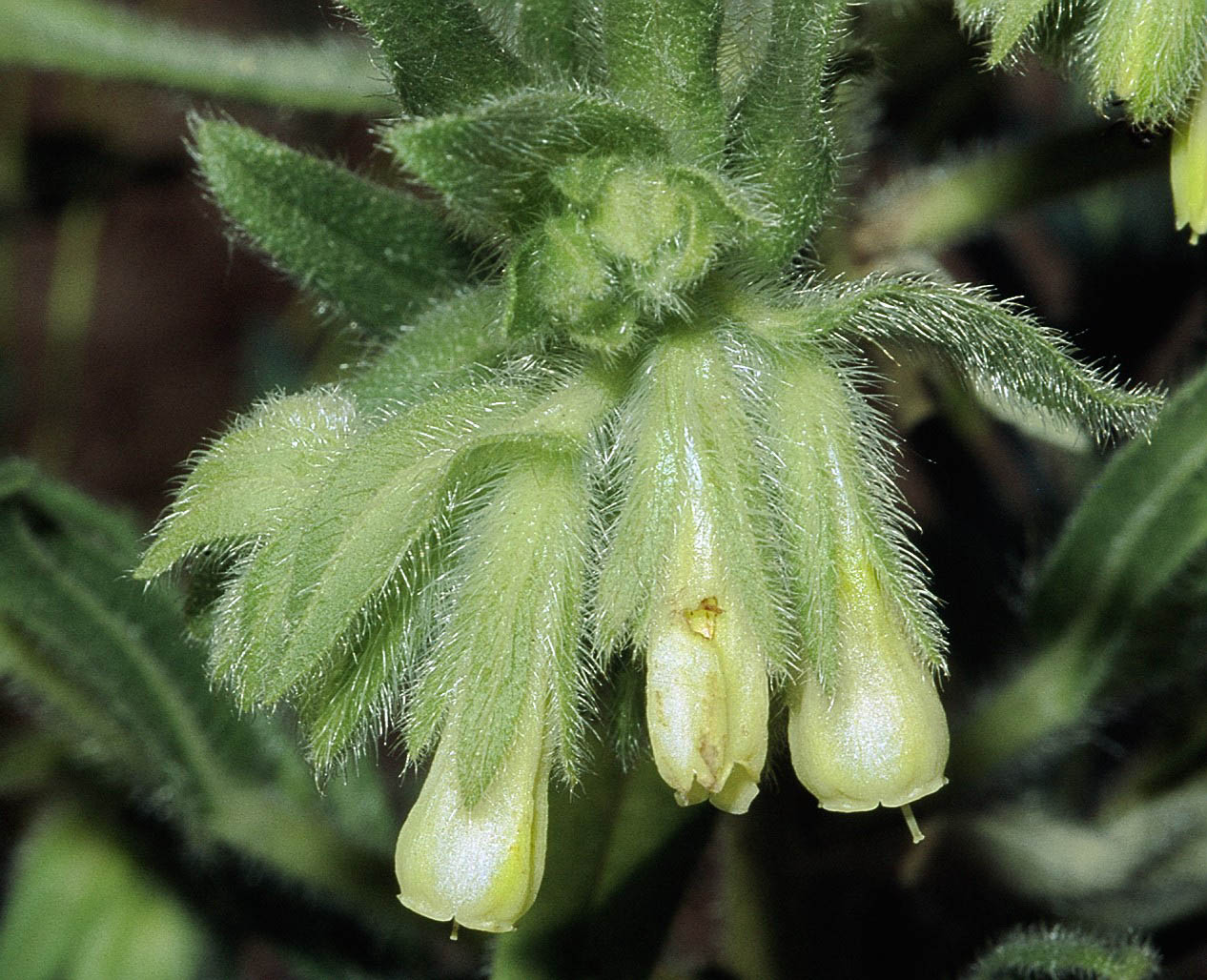
Sand-Lotwurz (Onosma arenaria ssp. arenaria)

Das stark gefährdete Frühlings-Adonisröschen (Adonis vernalis) im Mainzer Sand

Auf Grund der für Deutschland ungewöhnlichen Wärme und Trockenheit hat sich hier eine eigene Vegetation erhalten, die zur teils deutschlandweiten Bedeutung des Naturschutzgebietes führt. So finden sich hier seltene Steppenpflanzen, die sonst erst in der ungarischen Puszta und noch weiter östlich in den eurasischen Steppen auftreten. Viele dieser Pflanzen sind vom Aussterben bedroht und stehen auf der Roten Liste gefährdeter Arten.
Gefährdete bzw. vom Aussterben bedrohte Pflanzen im Naturschutzgebiet Großer Sand Mainz:
- Sand-Radmelde (Bassia laniflora, Chenopodiaceae) – (vom Aussterben bedroht)
- Braunrote Stendelwurz (Epipactis atrorubens, Orchidaceae) – (stark gefährdet)
- Büschel-Gipskraut (Gypsophila fastigiata, Caryophyllaceae) – (stark gefährdet)
- Kegelfrüchtiges Leimkraut (Silene conica, Caryophyllaceae) – (stark gefährdet)
- Frühlings-Adonisröschen (Adonis vernalis, Ranunculaceae) – (stark gefährdet)
- Sand-Lotwurz (Onosma arenaria, Boraginaceae) – (vom Aussterben bedroht, kommt in Deutschland nur noch in wenigen Exemplaren hier vor)
- Rote Schwarzwurzel (Scorzonera purpurea, Asteraceae) – (vom Aussterben bedroht)
- Sand-Silberscharte (Jurinea cyanoides, Asteraceae) – (Prioritäre Art von gemeinschaftlichem Interesse)
- Feld-Mannstreu (Eryngium campestre, Apiaceae) – (Art ist nach BArtSchV besonders geschützt)
- Sand-Steinkraut (Alyssum montanum ssp. gmelinii, Brassicaceae)
- Haar-Pfriemengras (Stipa capillata, Poaceae)
- Federgras (Stipa joannis, Poaceae)[2]
- Gewöhnliches Nadelröschen (Fumana procumbens, Cistaceae) – (stark gefährdet)
- Gewöhnliche Küchenschelle (Pulsatilla vulgaris, Ranunculaceae) – (gefährdet)
- Großes Windröschen (Anemone sylvestris, Ranunculaceae) – (gefährdet)
- Blaugrüner Faserschirm (Trinia glauca, Apiaceae) – (stark gefährdet)

Neben diesen meist kalksteten Arten treten im Mainzer Sand – kleinräumig wechselnd – auch Arten basenarmen Milieus auf, die zusammen zu einer bemerkenswerten Artenfülle führen.

## Die Fauna des Großen Sandes
- Wiedehopf (Upupa epops)

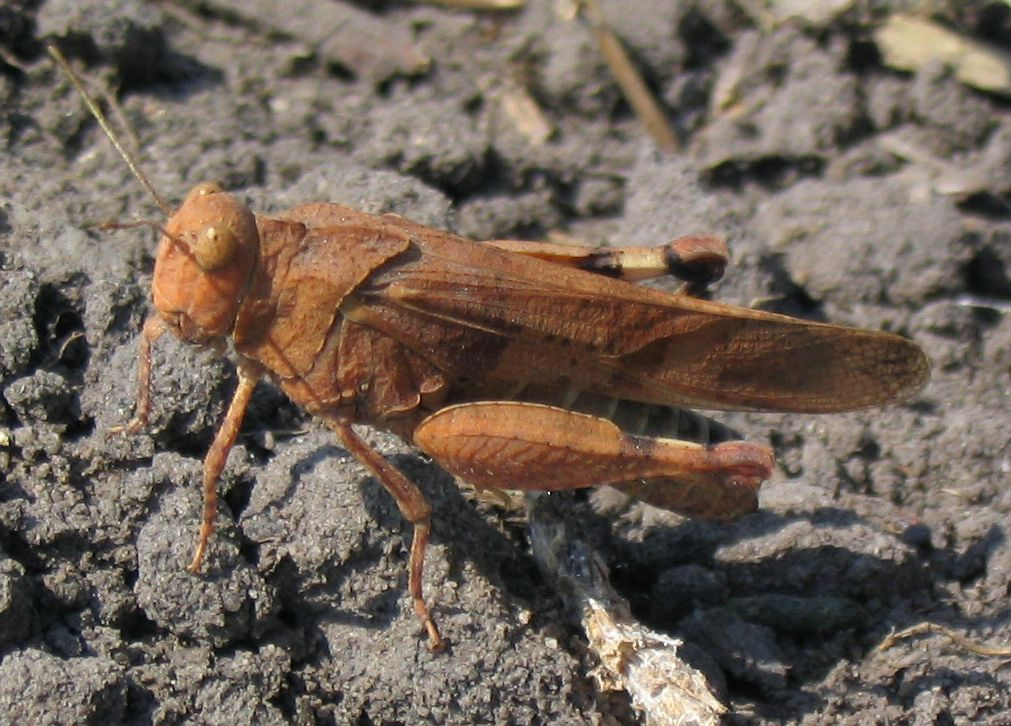
Blauflügelige Ödlandschrecke (Oedipoda caerulescens)

- Blauflügelige Ödlandschrecke (Oedipoda caerulescens)
- Gefleckte Keulenschrecke (Myrmeleotettix maculatus)
- Rotleibiger Grashüpfer (Omocestus haemorrhoidalis)
- Steppengrashüpfer (Chorthippus vagans)
- Weinhähnchen (Oecanthus pellucens)
- Zweifarbige Beißschrecke (Metrioptera bicolor)
- Ameisenjungfern (Ameisenlöwe)
- Russischer Bär (Euplagia quadripunctaria)
- Dünen-Steppenbiene (Nomioides minutissimus)

## Nachbildung des Großen Sandes
Im Botanischen Garten der Johannes Gutenberg-Universität wurde 1982 im Zuge von Erweiterungsmaßnahmen eine Nachbildung des Großen Sandes angelegt. Im 2006/2007 neugestalteten Botanischen Garten der Johannes Gutenberg-Universität Mainz wurde die Flora des Naturschutzgebietes Großer Sand wieder auf einer eigens eingerichteten Schaufläche nachgebildet.